# Premi Emmy 2006
La cerimonia della 58ª edizione dei Primetime Emmy Awards (58th Primetime Emmy Awards) si è tenuta allo Shrine Auditorium di Los Angeles il 27 agosto 2006.
Sono stati presentati da Conan O'Brien e trasmessi dalla NBC e dalla CTV.
I Creative Arts Emmy Awards sono stati consegnati il 19 agosto.

## Primetime Emmy Awards

Dodici nomination e cinque premi per la serie televisiva 24.

### Migliore serie drammatica
- 24
- Dr. House - Medical Division
- Grey's Anatomy
- I Soprano
- West Wing - Tutti gli uomini del Presidente

### Migliore serie commedia
- The Office
- Arrested Development - Ti presento i miei
- Curb Your Enthusiasm
- Due uomini e mezzo
- Scrubs

### Migliore miniserie
- Elizabeth I, regia di Tom Hooper
- Bleak House, regia di Justin Chadwick e Susanna White
- Into the West, regia di Robert Dornhelm, Simon Wincer, Sergio Mimica-Gezzan, Michael W. Watkins, Timothy Van Patten e Jeremy Podeswa
- Sleeper Cell, regia di Ziad Doueiri, Guy Ferland, Nick Gomez, Leon Ichaso, Leslie Libman, Vondie Curtis-Hall, Charles S. Dutton e Clark Johnson

### Migliore film per la televisione
- La ragazza nel caffè (The Girl in the Café), regia di David Yates
- L'aereo che non si arrese (The Flight that Fought Back), regia di Bruce Goodison
- Flight 93, regia di Peter Markle
- Mrs. Harris, regia di Phyllis Nagy
- Yesterday, regia di Darrell Roodt

### Migliore attore in una serie drammatica
- Kiefer Sutherland – 24
- Peter Krause – Six Feet Under
- Denis Leary – Rescue Me

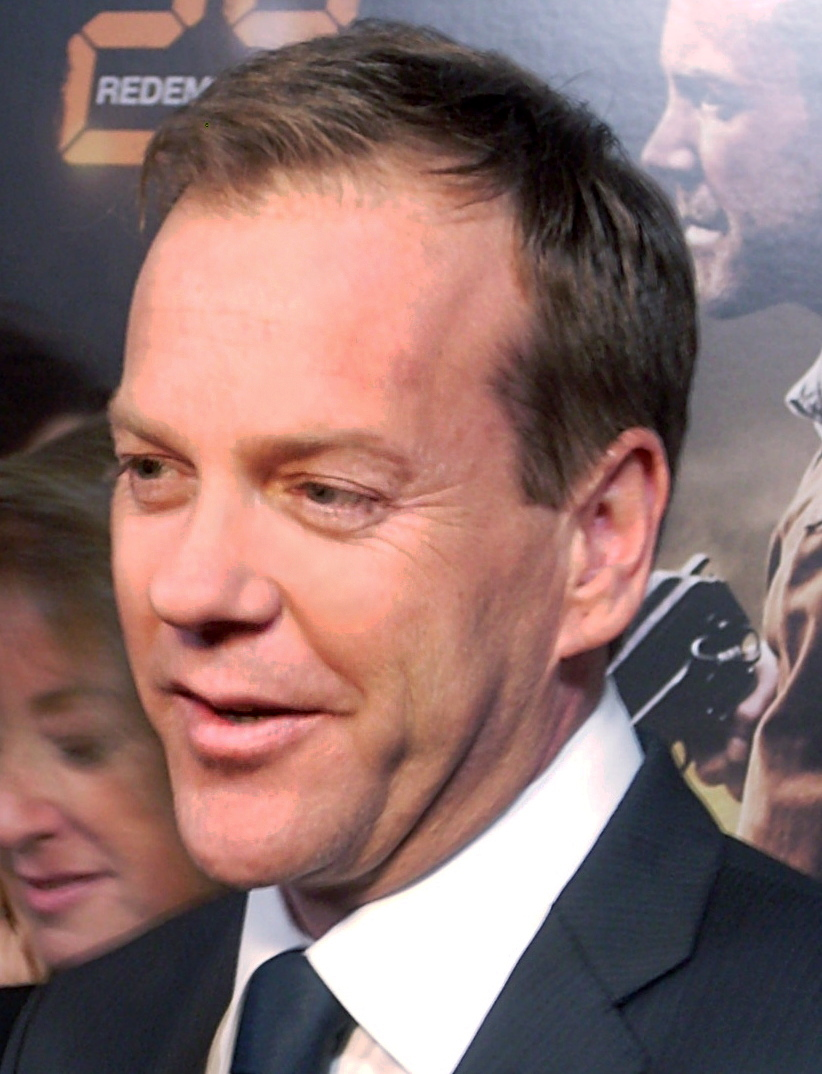
Kiefer Sutherland, migliore attore della migliore serie drammatica dell'anno, 24.

- Christopher Meloni – Law & Order: Unità Speciale
- Martin Sheen – West Wing - Tutti gli uomini del Presidente

### Migliore attore in una serie commedia
- Tony Shalhoub – Detective Monk
- Steve Carell – The Office
- Larry David – Curb Your Enthusiasm
- Kevin James – The King of Queens
- Charlie Sheen – Due uomini e mezzo

### Migliore attore in una miniserie o film per la televisione
- Andre Braugher – Thief - Il professionista (Thief)
- Charles Dance – Bleak House
- Ben Kinglsey – Mrs. Harris
- Donald Sutherland – Human Trafficking - Le schiave del sesso (Human Trafficking), regia di Christian Duguay
- Jon Voight – Giovanni Paolo II (Pope John Paul II), regia di John Kent Harrison

### Migliore attrice in una serie drammatica
- Mariska Hargitay – Law & Order: Unità Speciale
- Frances Conroy – Six Feet Under
- Geena Davis – Una donna alla Casa Bianca
- Allison Janney – West Wing - Tutti gli uomini del Presidente
- Kyra Sedgwick – The Closer

### Migliore attrice in una serie commedia
- Julia Louis-Dreyfus – La complicata vita di Christine
- Stockard Channing – Out of Practice - Medici senza speranza

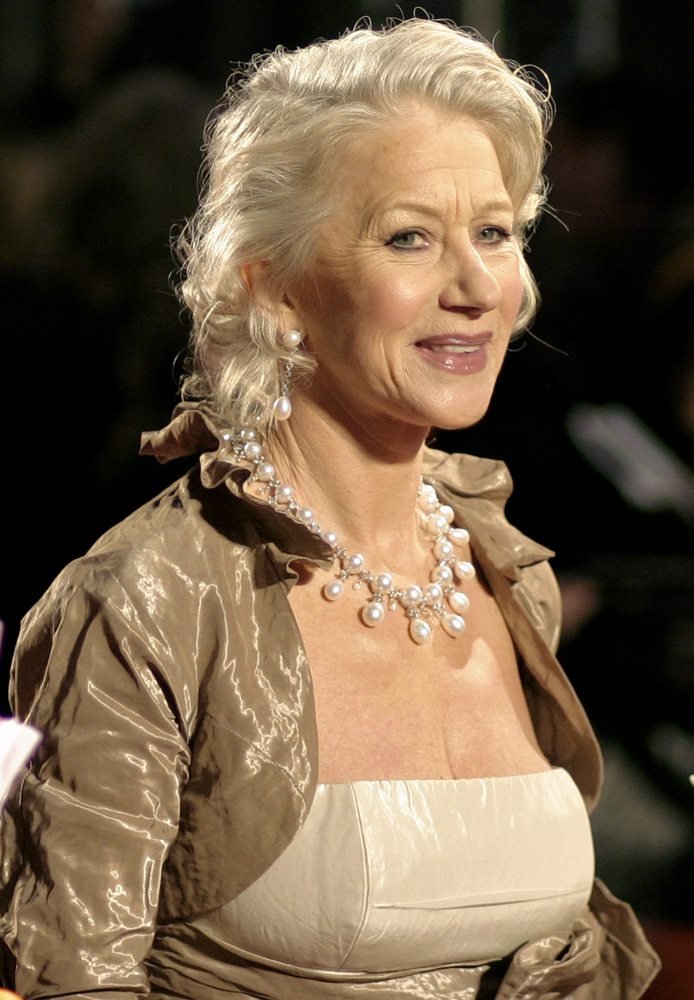
Il premio Oscar Helen Mirren, migliore attrice della miniserie Elizabeth I.

- Jane Kaczmarek – Malcolm
- Lisa Kudrow – The Comeback
- Debra Messing – Will & Grace

### Migliore attrice in una miniserie o film per la televisione
- Helen Mirren – Elizabeth I
- Annette Bening – Mrs. Stone
- Gillian Anderson – Bleak House
- Kathy Bates – Ambulance Girl, regia di Kathy Bates
- Judy Davis – Innocenti omicidi (A Little Thing Called Murder), regia di Richard Benjamin

### Migliore attore non protagonista in una serie drammatica
- Alan Alda – West Wing - Tutti gli uomini del Presidente
- Michael Imperioli – I Soprano
- Gregory Itzin – 24
- Oliver Platt – Huff
- William Shatner – Boston Legal

### Migliore attore non protagonista in una serie commedia
- Jeremy Piven – Entourage
- Will Arnett – Arrested Development - Ti presento i miei
- Bryan Cranston – Malcolm
- Jon Cryer – Due uomini e mezzo
- Sean Hayes – Will & Grace

### Migliore attore non protagonista in una miniserie o film per la televisione
- Jeremy Irons – Elizabeth I
- Robert Carlyle – Human Trafficking - Le schiave del sesso
- Clifton Collins – Thief - Il professionista
- Hugh Dancy – Elizabeth I
- Denis Lawson – Bleak House

### Migliore attrice non protagonista in una serie drammatica
- Blythe Danner – Huff
- Candice Bergen – Boston Legal
- Sandra Oh – Grey's Anatomy
- Jean Smart – 24
- Chandra Wilson – Grey's Anatomy

### Migliore attrice non protagonista in una serie commedia
- Megan Mullally – Will & Grace
- Cheryl Hines – Curb Your Enthusiasm
- Elizabet Perkins – Weeds
- Jaime Pressly – My Name Is Earl
- Alfre Woodard – Desperate Housewives

### Migliore attrice non protagonista in una miniserie o film per la televisione
- Kelly Macdonald – La ragazza nel caffè (The Girl in the Café)
- Ellen Burstyn – Mrs. Harris
- Shirley Jones – La vera eredità (Hidden Places), regia di Yelena Lanskaya
- Cloris Leachman – Mrs. Harris
- Alfre Woodard – The Water Is Wide, regia di John Kent Harrison

### Miglior colonna sonora originale in una serie drammatica
- Sean Callery - 24 (24) per l'episodio Dalle 06:00 alle 07:00
- Richard Band - Masters of Horror (Masters of Horror) per l'episodio La casa delle streghe
- Jeff Beal - Roma (Roma) per l'episodio Trionfo
- Joel Goldsmith - Stargate Atlantis (Stargate: Atlantis) per l'episodio In fondo all'oceano
- Christopher Lennertz - Supernatural (Supernatural) per l'episodio La caccia ha inizio

### Migliore regia per una serie drammatica
- 24 – Jon Cassar per l'episodio Dalle 7:00 alle 8:00
- Big Love – Rodrigo García per l'episodio Grande amore
- Lost – Jack Bender per l'episodio Si vive insieme, si muore soli
- Six Feet Under – Alan Ball per l'episodio Fino all'ultimo respiro
- I Soprano – David Nutter per l'episodio Un'altra vita
- I Soprano – Tim Van Patten per l'episodio Stato confusionale
- West Wing - Tutti gli uomini del Presidente – Mimi Leder per l'episodio Il giorno delle elezioni (parte seconda)

### Migliore regia per una serie commedia
- My Name Is Earl – Marc Buckland per l'episodio La lista di Earl
- The Comeback – Michael Patrick King per l'episodio Valerie Does Another Classic Leno
- Curb Your Enthusiasm – Robert B. Weide per l'episodio The Christ Nail
- Entourage – Dan Attias per l'episodio Oh, Mandy
- Entourage – Julian Farino per l'episodio The Sundance Kids
- Weeds – Craig Zisk per l'episodio Concorrenza sleale

### Migliore regia per una miniserie o film per la televisione
- Elizabeth I – Tom Hooper
- Bleak House – Justin Chadwick
- Flight 93 – Peter Markle
- La ragazza nel caffè (The Girl in the Café) – David Yates
- High School Musical – Kenny Ortega
- Mrs. Harris – Phyllis Nagy

### Migliore sceneggiatura per una serie drammatica
- I Soprano – Terence Winter per l'episodio Stato confusionale
- Grey's Anatomy – Shonda Rhimes per gli episodi Apocalisse (Codice nero) e Presentimento (Codice nero)
- Grey's Anatomy – Krista Vernoff per l'episodio Dentro di te come un treno
- Lost - Carlton Cuse per l'episodio Il salmo 23
- Six Feet Under – Alan Ball per l'episodio Fino all'ultimo respiro

### Migliore sceneggiatura per una serie commedia
- My Name Is Earl – Greg Garcia per l'episodio La lista di Earl
- Arrested Development - Ti presento i miei – Chuck Tatham, Jim Vallely, Richard Day e Mitchell Hurwitz per l'episodio L'epilogo
- Entourage – Doug Ellin per l'episodio Exodus
- Extras – Ricky Gervais e Stephen Mercant per l'episodio Kate Winslet
- The Office – Michael Schur per l'episodio Spirito natalizio

### Migliore sceneggiatura per una miniserie o film per la televisione
- La ragazza nel caffè (The Girl in the Café) – Richard Curtis
- Bleak House – Andrew Davies
- Elizabeth I – Nigel Williams
- Flight 93 – Nevin Schreiner
- Mrs. Harris – Phyllis Nagy

## Creative Arts Emmy Awards

### Migliore serie animata della durata massima di un'ora
- I Simpson per l'episodio La storia più o meno infinita
- Camp Lazlo per l'episodio Hello Dolly / Over Cooked Beans
- I Griffin per l'episodio Abbasso la censura
- Gli amici immaginari di casa Foster per l'episodio Go Goo Go
- South Park per l'episodio Intrappolato nello stanzino

### Migliore attore ospite in una serie drammatica
- Christian Clemenson  (Jerry Espenson) – Boston Legal
- Kyle Chandler (Dylan Young) – Grey's Anatomy
- Henry Ian Cusick (Desmond Hume) – Lost
- Michael J. Fox (Daniel Post) – Boston Legal
- James Woods (Dr. Nate Lennox) – E.R. - Medici in prima linea

### Migliore attore ospite in una serie comica o commedia
- Leslie Jordan (Beverley Leslie) – Will & Grace
- Alec Baldwin (Malcolm) – Will & Grace
- Martin Sheen (Harvey) – Due uomini e mezzo
- Patrick Stewart (Se stesso) – Extras

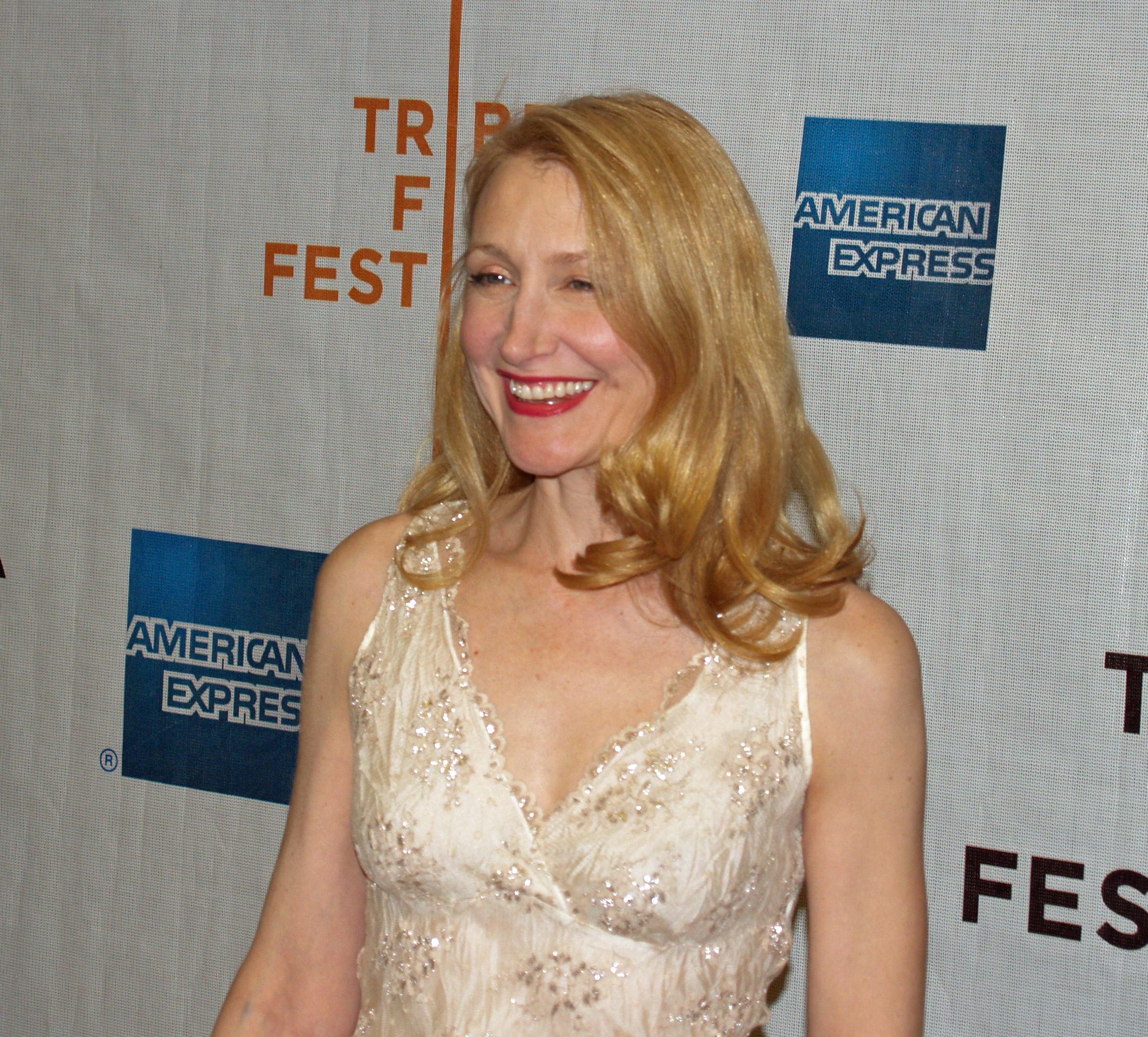
Patricia Clarkson, migliore attrice-ospite nella serie Six Feet Under.

- Ben Stiller (Se stesso) – Extras

### Migliore attrice ospite in una serie drammatica
- Patricia Clarkson (Sarah O'Connor) – Six Feet Under
- Kate Burton (Ellis Grey) – Grey's Anatomy
- Joanna Cassidy (Margaret Chenowith) – Six Feet Under
- Swoosie Kurtz (Madeleine Sullivan) – Huff
- Christina Ricci (Hannah Davies) – Grey's Anatomy

### Migliore attrice ospite in una serie commedia
- Cloris Leachman (Ida) – Malcolm
- Blythe Danner (Marilyn Truman) – Will & Grace
- Shirley Knight (Phyllis Van De Kamp) – Desperate Housewives
- Laurie Metcalf (Cora) – Detective Monk
- Kate Winslet (Se stessa) – Extras